# Humberto Bórquez Solar
Humberto Bórquez Solar (1883, Ancud, Chile-31 de julio de 1945, Viña del Mar, Chile) fue un profesor y escritor chileno. Es considerado, por Mario Contreras Vega, como uno de los primeros poetas del archipiélago de Chiloé.

## Biografía
Nació en 1883 en la ciudad de Ancud, provincia de Chiloé, siendo hijo de Antonio Bórquez Díaz y Manuela Solar Berenguer y hermano de Antonio Bórquez Solar, también poeta y escritor. Cursó sus primeros estudios en el Liceo de Ancud, para luego seguir estudios en la Escuela Normal de Valdivia, graduándose como profesor a fines del año 1900.
Comenzó su carrera docente como profesor en una escuela de Osorno, para después pasar a una escuela básica en Ancud, y luego al liceo de hombres de la misma ciudad. En 1906 se trasladó a Curicó, donde ejerció como profesor de castellano y de pegadogía de la Escuela Normal de dicha ciudad hasta 1927, cuando es clausurada por la reforma educacional de ese año. Luego de ese año, desarrolla durante algún tiempo labores funcionarias en el Ministerio de Educación, para luego ingresar nuevamente a la actividad pedagógica en la Escuela Normal Superior José Abelardo Núñez de Santiago.
Su carrera como escritor comienza durante sus años de estudiante en Valdivia, redactando artículos para el periódico "El Heraldo" de dicha ciudad. Con el paso del tiempo, colaboró con medios tales como El Mercurio de Santiago, La Prensa de Curicó, La Cruz del Sur de Ancud, así como en las revistas Zig-Zag y el Ateneo. El escritor Francisco Cavada llegó a cifrar en más de mil las colaboraciones de Bórquez Solar en dichos medios al año 1934. Junto a sus colaboraciones periodísticas, publica diversas obras en géneros como la poesía, el teatro y el cuento.
Durante sus años en Curicó se vinculó al Centro Español. En ese espacio compuso la pieza teatral "La Vuelta a España", estrenada el 11 de octubre de 1927. Esta cercanía con la comunidad española lo lleva, además, a publicar frecuentemente en el "Mundo Español" de Santiago así como en "El Diario Español" de Buenos Aires. También participa de las celebraciones del Centenario del Tratado de Tantauco en Chiloé en 1926, donde compone la letra del primer "Himno a Chiloé". Junto a ello, también escribe un "Himno a la Madre Patria", junto al músico argentino Juan Serpentini.
Vive sus últimos años en Viña del Mar, residiendo en una casa del barrio Miramar (San José 77), periodo en que escribe su trabajo "La urbe florida", compuesta de poemas, leyendas y baladas sobre esa ciudad. Fallece el 31 de julio de 1945 producto de una angina, siendo sepultado en el Cementerio Santa Inés.

## Homenajes
Por su labor en defensa de las ideas hispánicas y las actividades en torno al Centro Español, actualmente anidado al alero del Estadio Español Curicó, fue nombrado miembro honorario de la institución. En años posteriores la biblioteca de dicho centro recibió el nombre de "Biblioteca Humberto Bórquez Solar".

## Obras

### Trabajos publicados
- Efluvios (s/f)[5]
- Ramillete poético: fragmento del libro Efluvios (1910)[1]
- Breviario lírico (1914)[1]
- Evangelio (1915)
- La vida humilde: cuentos insulares (1922)[5][6]
- La vuelta a España (1928)
- La Urbe Florida: poemas, leyendas y baladas de Viña del Mar (1942)

### Trabajos inconclusos
- Transfiguración: la ilusión yacente, poemas de recuerdo y nostalgia
- Mundo español: ensayos, críticas y estudios
- Nuestra señora de la soledad: poemas